# Nati nel 1992/Senza giorno specificato
| Questa pagina contiene informazioni ricavate automaticamente dalle voci biografiche con l'ausilio del template Bio e di un bot. L'aggiornamento è periodico e automatico e ricostruisce completamente la pagina. Se manca una persona in questa lista, sei pregato di non aggiungerla, ma accertati piuttosto che la sua voce biografica contenga il template Bio e che i dati anagrafici siano correttamente compilati. Se il template Bio manca, inseriscilo tu stesso o, in alternativa, metti l'avviso {{tmp\|Bio}} che ne segnala la mancanza. Se i dati riportati sono sbagliati, correggi direttamente la voce biografica; le modifiche saranno visibili in questa lista entro pochi giorni. Per chiarimenti vedi il progetto biografie. La lista contiene solo le 70 persone che sono citate nell'enciclopedia e per le quali è stato implementato correttamente il template Bio. Pagina aggiornata al 26 lug 2025. |

- Manuel Adler, pallamanista uruguaiano
- Armel Ahidazan, giocatore di football americano francese
- Joshua Akena, giocatore di football americano svedese
- Ali AlQarni, astronauta saudita
- Nick Alfieri, ex giocatore di football americano statunitense
- Benjamin Anderson, giocatore di football americano statunitense († 2022)
- Elisa Badenes, danzatrice spagnola
- Vanessa Berther, ex sciatrice alpina statunitense
- Adam Bessa, attore francese
- Andreas Betza, giocatore di football americano camerunese
- Célia Bournissen, ex sciatrice alpina svizzera
- Ben Brooks, scrittore britannico
- Lorenzo Coltellacci, sceneggiatore italiano
- Marco Costa, montatore italiano
- Faiza Darkhani, ambientalista e educatrice afghana
- Avril Dunleavy, ex sciatrice alpina statunitense
- Kim Edri, modella israeliana
- Benjamin Egbudiwe, giocatore di football americano svedese
- Sarah Friedland, regista e sceneggiatrice statunitense
- Julio García Vico, direttore d'orchestra e pianista spagnolo
- Zarifa Ghafari, politica afghana
- Christobelle Grierson-Ryrie, modella neozelandese
- Aoife Hannon, modella irlandese
- Jabari Harris, giocatore di football americano statunitense
- Arthur Hughes, attore britannico
- Emmi Järn, giocatrice di football americano finlandese
- Kalim, rapper tedesco
- Salome Khomeriki, modella georgiana
- Li He, goista cinese
- Jack Loxton, attore britannico
- Mina Mangal, giornalista e attivista afghana († 2019)
- Dom Dolla, produttore discografico australiano
- Maimuna Memon, attrice teatrale britannica
- Mariel Molino, attrice statunitense
- Free Finga, produttore discografico e musicista lituano
- Nikolai Tornø Narvestad, ex sciatore alpino norvegese
- Jørn Lunn Olsen, ex sciatore alpino norvegese
- Easher Parker, modella britannica
- Lukáš Pavlíček, ex sciatore alpino ceco
- Markus Persson, giocatore di football americano svedese
- Daniela Pes, cantautrice, compositrice e polistrumentista italiana
- Nicholas Peterson, giocatore di football americano svedese
- Niloofar Rahmani, ufficiale e aviatrice afghana
- Jordan Rakei, cantante neozelandese
- Hanna Ropanen, giocatrice di football americano finlandese
- Oliver Ruano, attore e modello spagnolo
- Lukáš Růžek, giocatore di football americano ceco
- Essi Saastamoinen, giocatrice di football americano finlandese
- Lauren Samuels, ex sciatrice alpina statunitense
- Giovanni Scarduelli, illustratore, grafico e fumettista italiano
- Ricardo Schultz, giocatore di football americano brasiliano
- Benedikt Schumann, ex giocatore di football americano tedesco
- Tonje Sekse, ex sciatrice alpina norvegese
- Fernanda Semino, modella uruguaiana
- Taylor Shiffrin, ex sciatore alpino statunitense
- Nicolò Sordo, drammaturgo e attore teatrale italiano
- Sirodj Souleymanov, giocatore di football americano russo
- Nora Birgithe Stang, ex sciatrice alpina norvegese
- Daniel Steding, ex sciatore alpino svedese
- Clare Stone, attrice canadese
- Ronja Sulin, giocatrice di football americano finlandese
- Jenni Suorsa, giocatrice di football americano finlandese
- Davide Talone, ex calciatore italiano
- Minna Tiainen, giocatrice di football americano finlandese
- Sanaz Toossi, drammaturga e sceneggiatrice statunitense
- Paulo Henrique Torquato, giocatore di football americano brasiliano († 2019)
- Amy Trigg, attrice britannica
- Jakub Woleský, giocatore di football americano ceco
- Oona Yliuntinen, giocatrice di football americano finlandese
- Carl-Johan Öster, ex sciatore alpino svedese